# Metaleptus pyrrhulus
Metaleptus pyrrhulus är en skalbaggsart som beskrevs av Bates 1880. Metaleptus pyrrhulus ingår i släktet Metaleptus och familjen långhorningar.
Artens utbredningsområde är Guatemala. Inga underarter finns listade i Catalogue of Life.